# Trepadonia
Trepadonia är ett släkte av korgblommiga växter. Trepadonia ingår i familjen korgblommiga växter.
Kladogram enligt Catalogue of Life:
| Trepadonia | \| \| Trepadonia mexiae \| \| \| \| \| \| Trepadonia oppositifolia \| \| \| \| |
|            | \| \| Trepadonia mexiae \| \| \| \| \| \| Trepadonia oppositifolia \| \| \| \| |
|            | Trepadonia mexiae                                                              |
|            |                                                                                |
|            | Trepadonia oppositifolia                                                       |
|            |                                                                                |